# Camino (Itàlia)
Camino és un municipi situat al territori de la província d'Alessandria, a la regió del Piemont, (Itàlia).
Limita amb els municipis de Gabiano, Mombello Monferrato, Morano sul Po, Palazzolo Vercellese, Pontestura, Solonghello i Trino.
Pertanyen al municipi les frazioni de Castel San Pietro, Brusaschetto, Isolengo, Rocca delle Donne, Piazzano i Zizano.

## Galeria

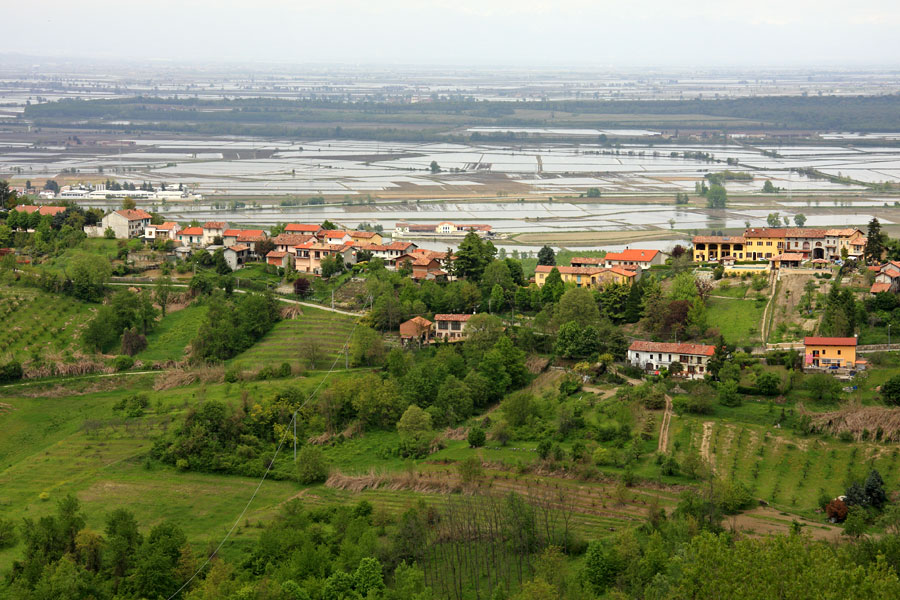
La frazione Rocca delle Donne
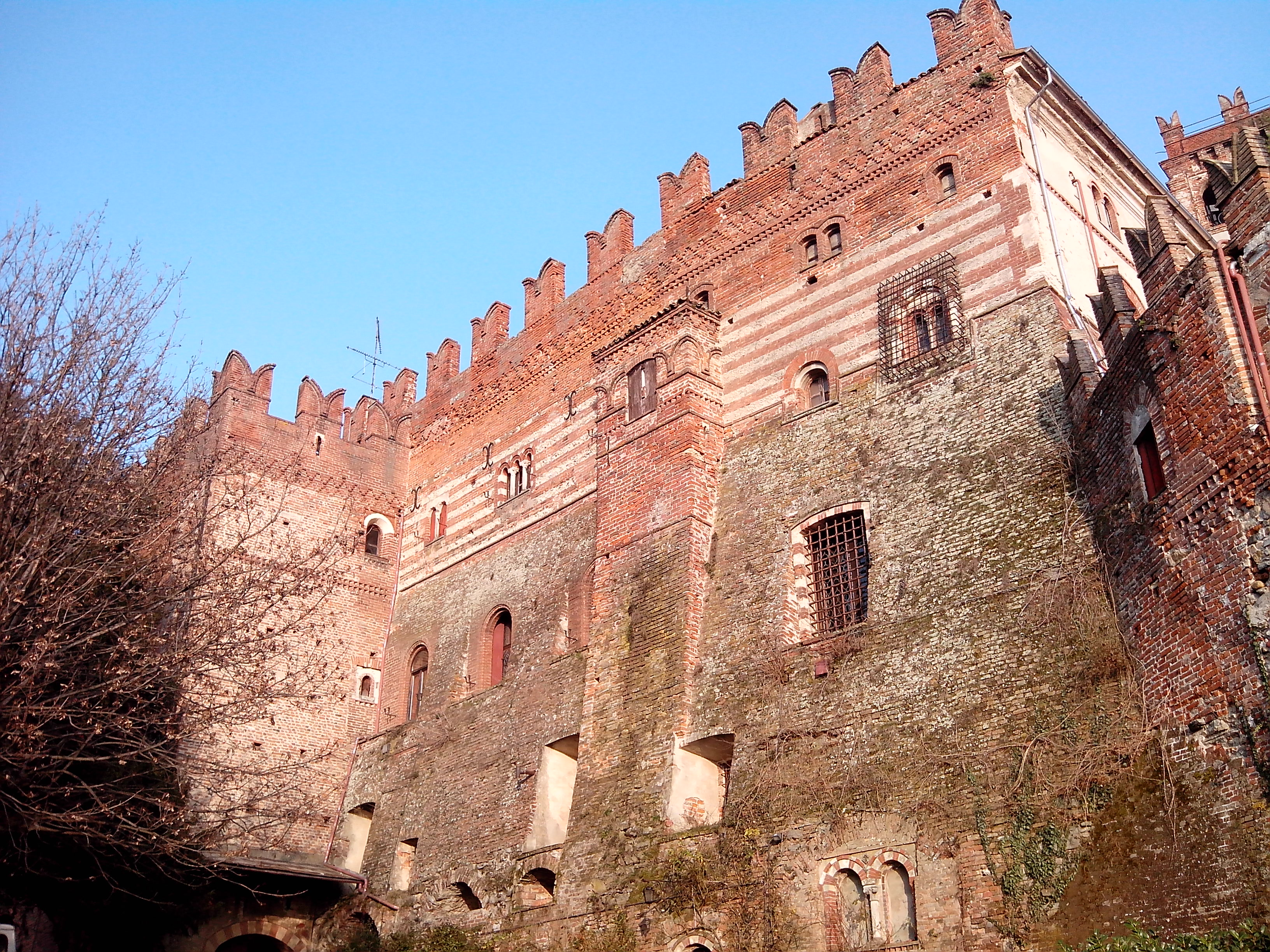
castell de Camino
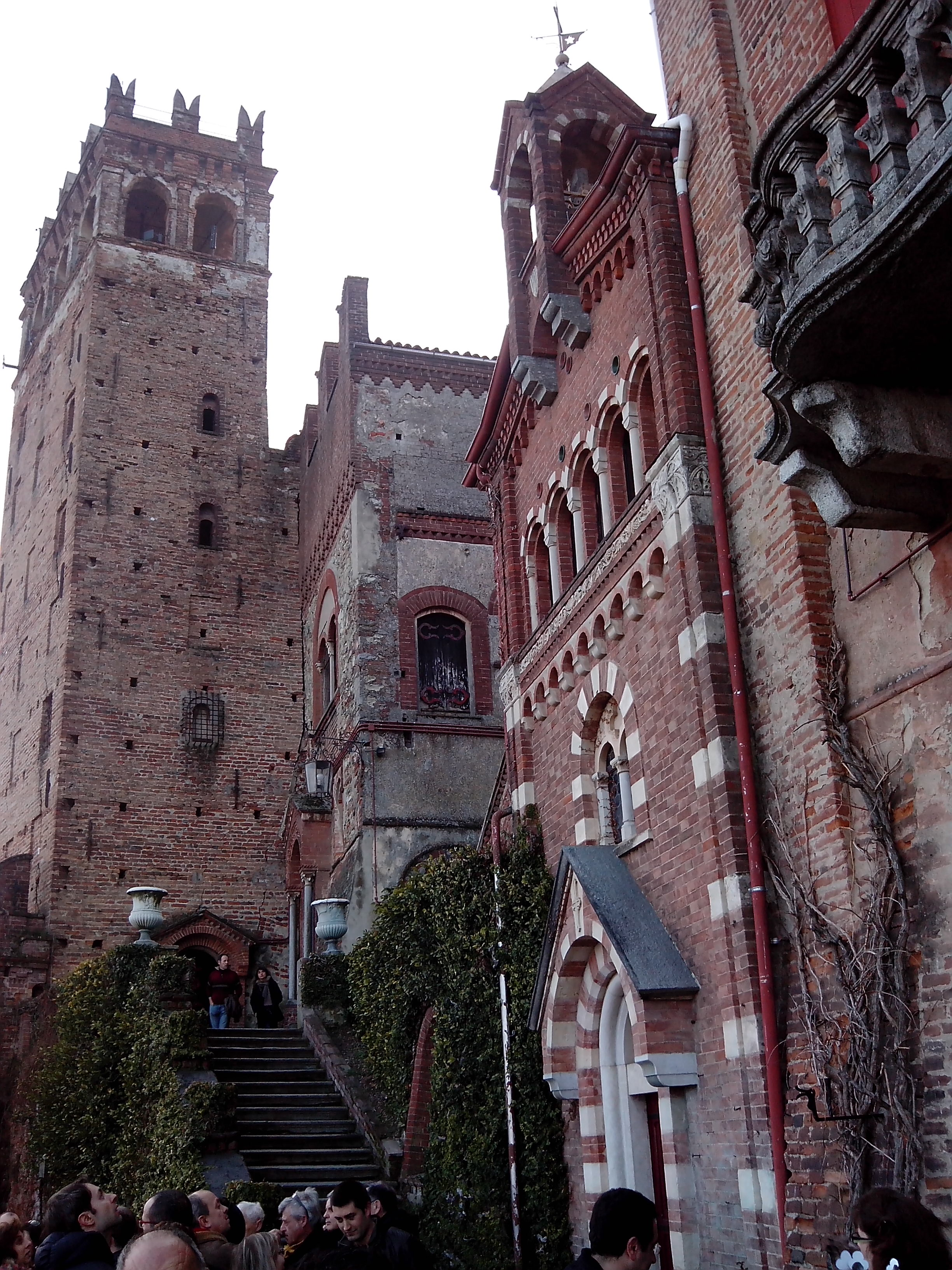
torre del castell
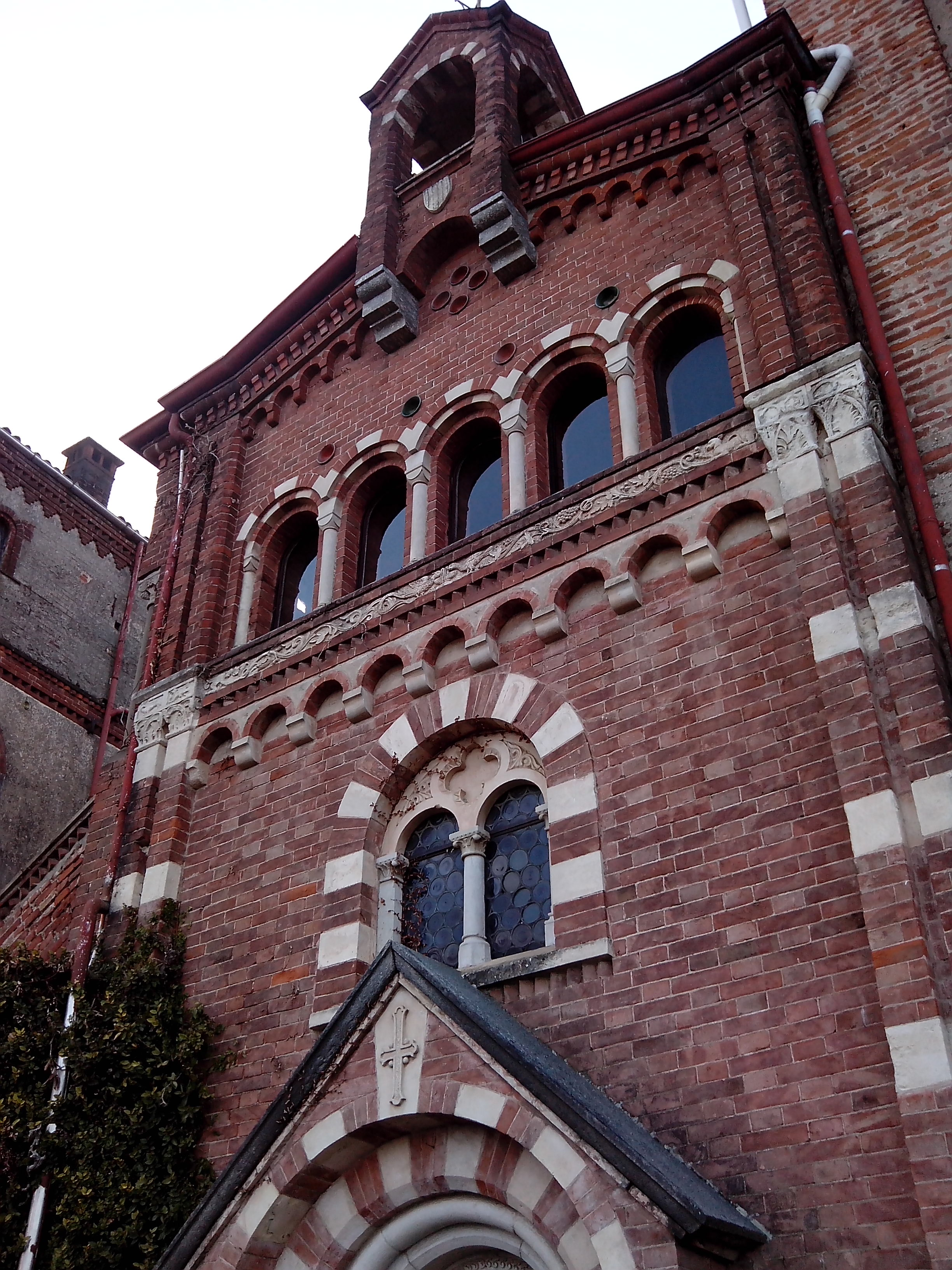
Interior del castell
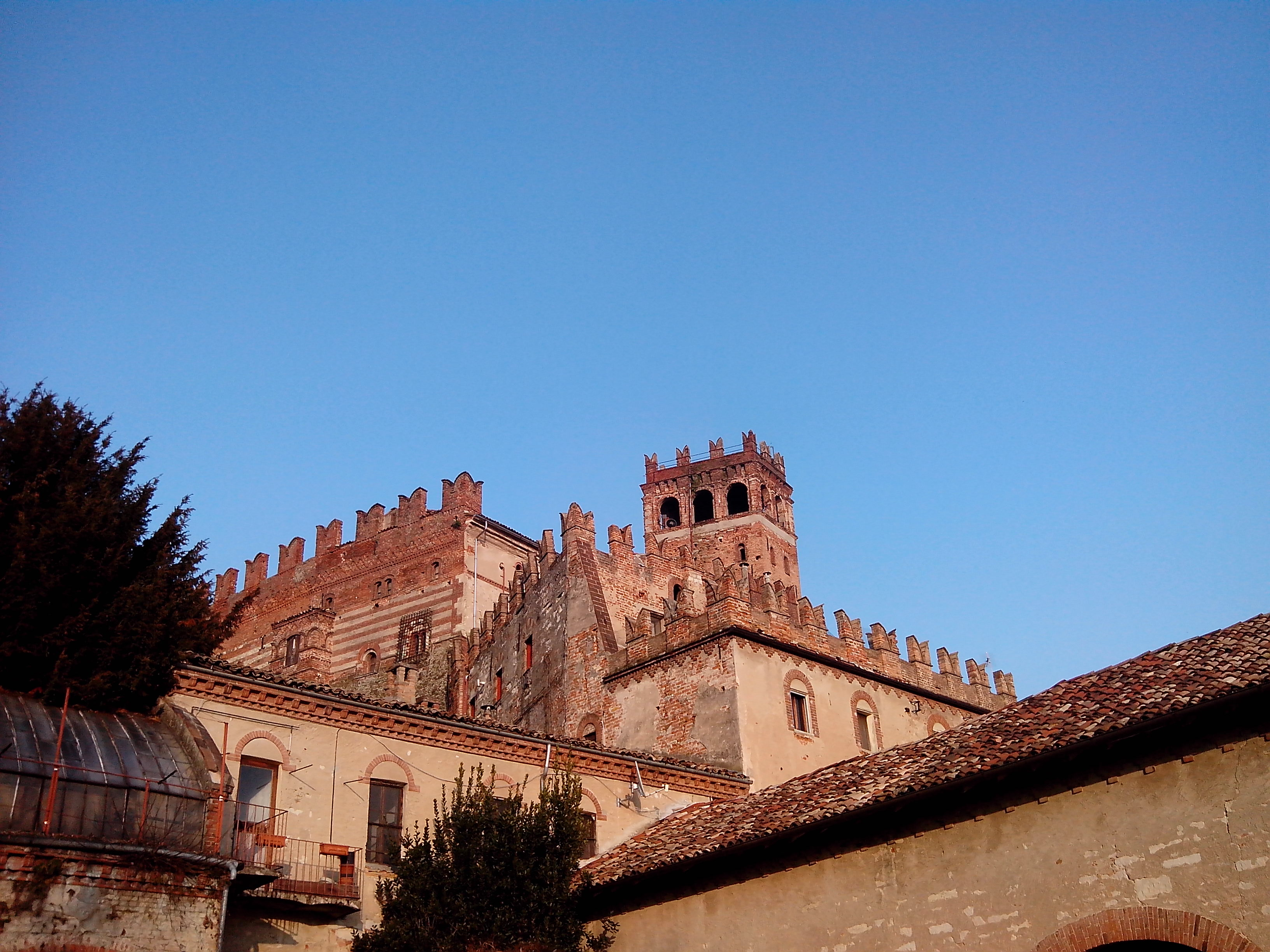
altra visió del castell
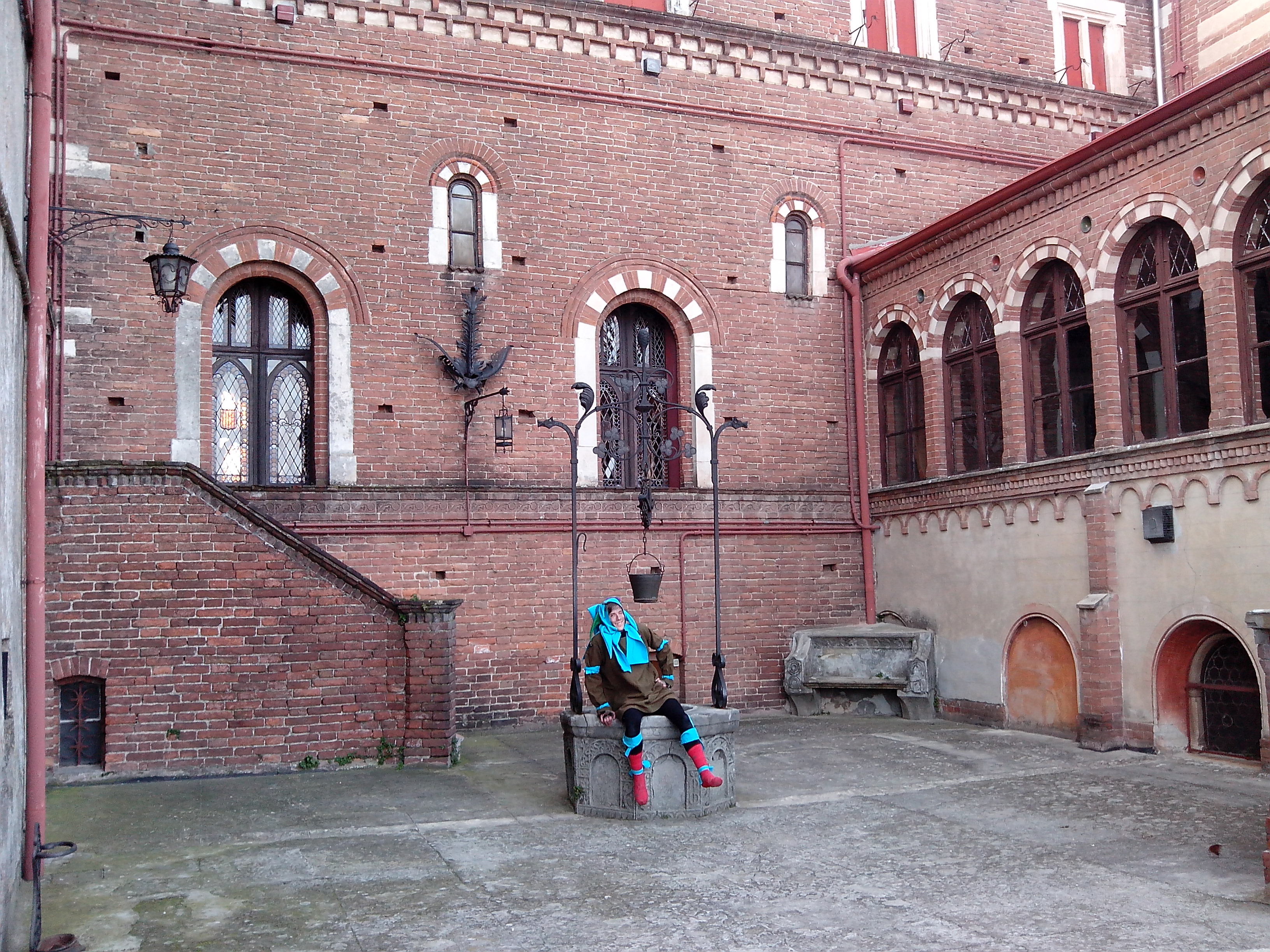
Interior del castell
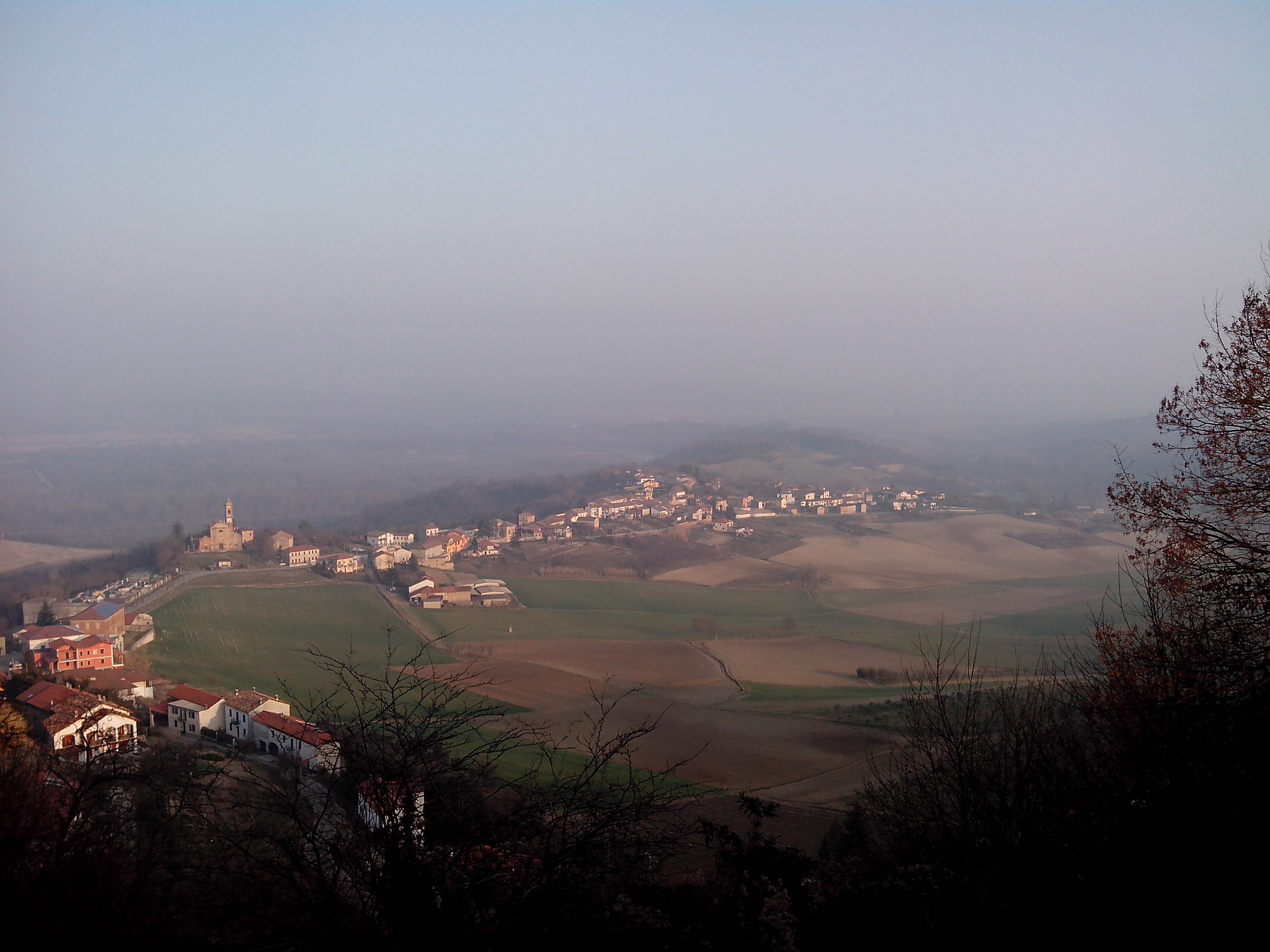
vista aèria de Camino des del castell